# Lynwood (Californie)
Pour les articles homonymes, voir Lynwood.
Lynwood est une ville située dans le comté de Los Angeles, dans l'État de Californie, aux États-Unis. Sa population s’élevait à 71 187 habitants en 2016.

## Géographie
Lynwood est située à proximité de South Gate et de Carson dans le sud du bassin de Los Angeles.

## Démographie
| Groupe            | Lynwood | Californie | États-Unis |
| ----------------- | ------- | ---------- | ---------- |
| Autres            | 45,4    | 17,0       | 6,2        |
| Blancs            | 39,3    | 57,6       | 72,4       |
| Afro-Américains   | 10,3    | 6,2        | 12,6       |
| Métis             | 3,4     | 4,9        | 2,9        |
| Amérindiens       | 0,7     | 1,0        | 0,9        |
| Asiatiques        | 0,7     | 13,1       | 4,8        |
| Océaniens         | 0,3     | 0,4        | 0,2        |
| Total             | 100     | 100        | 100        |
|                   |         |            |            |
| Latino-Américains | 86,6    | 37,6       | 16,7       |

| 1930  | 1940   | 1950   | 1960   | 1970   | 1980   |
| ----- | ------ | ------ | ------ | ------ | ------ |
| 7 323 | 10 982 | 25 823 | 31 614 | 43 354 | 48 289 |

| 1990   | 2000   | 2010   | - | - | - |
| ------ | ------ | ------ | - | - | - |
| 61 945 | 69 845 | 69 772 | - | - | - |

## Jumelages
Chilpancingo (Mexique)
 Damyang (Corée du Sud)
 Bole (Éthiopie)

## Personnalités liées à la ville
- Rick Adelman, basket-ball
- Kevin Costner, acteur
- Shane Mosley, boxe
- Leon White, catcheur, acteur
- Venus Williams, tennis
- Davon Jefferson, basketteur
- Weird Al Yankovic, chanteur, parodiste

## Source
- (en) Cet article est partiellement ou en totalité issu de l’article de Wikipédia en anglais intitulé « Lynwood, California » (voir la liste des auteurs).

1. ↑  (en) « Lynwood, CA Population - Census 2010 and 2000 », sur censusviewer.com (consulté le 2 avril 2016).
2. ↑  (en) « Population of California - Census 2010 and 2000 », sur censusviewer.com (consulté le 2 avril 2016).
3. ↑  « Statistiques des États-Unis - Californie - Profils des communautés de 2010 » (consulté en novembre 2020)